# Clostridium caminithermale
Clostridium caminithermale è una specie di batterio appartenente alla famiglia delle Clostridiaceae.